# سیارک ۲۳۷۹۱
سیارک ۲۳۷۹۱ (به انگلیسی: 23791 Kaysonconlin، نامگذاری:1998QX21) بیست و سه هزار و هفتصد و نود و یکمین سیارک کشف شده‌است که در ۱۷ اوت ۱۹۹۸ کشف شد.
قدر مطلق سیارک برابر ۱۶.۲ است.